# Mastomys huberti
Mastomys huberti là một loài động vật có vú trong họ Chuột, bộ Gặm nhấm. Loài này được Wroughton mô tả năm 1909.